# Julius Randle
Julius Deion Randle (nascut el 29 de novembre de 1994) és un jugador professional americà de bàsquet per als Minnesota Timberwolves de la National Basketball Association (NBA). Tres vegades NBA All-Star i dues vegades membre del All-NBA Team, va rebre el premi NBA Most Improved Player Award el 2021.
En la seva única temporada de bàsquet universitari amb els Kentucky Wildcats, Randle va ser nomenat tercer equip All-American. Va ser escollit pels Los Angeles Lakers a la primera ronda del Draft de l'NBA del 2014 amb la setena elecció global. En el seu debut a la temporada regular, Randle es va trencar la cama dreta i es va perdre la resta de la seva temporada de rookie. Després de quatre anys amb els Lakers, va fitxar pels New Orleans Pelicans abans d'unir-se als New York Knicks després d'una temporada.

## Trajectòria a l'institut

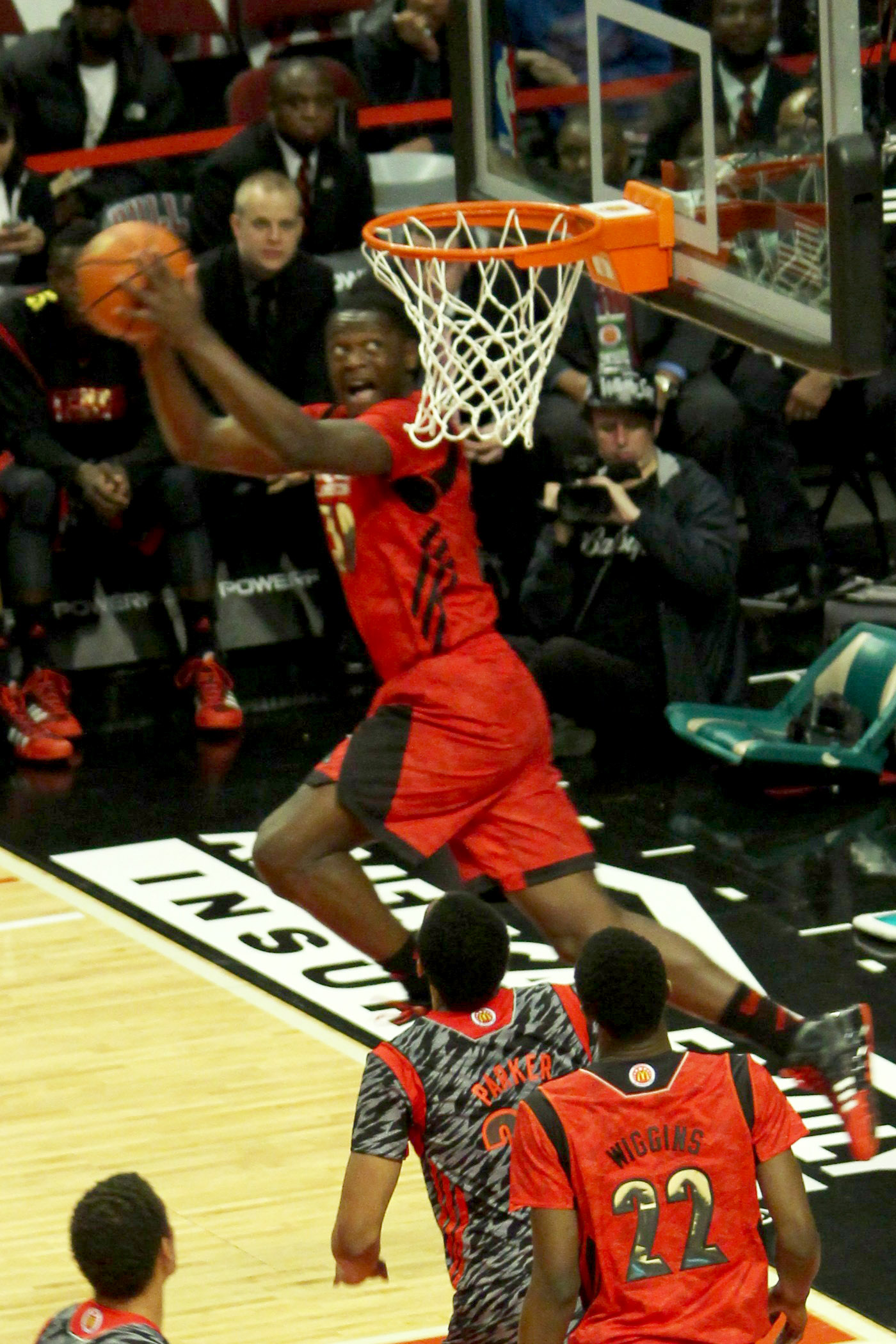
Randle executa una matada inversa durant el 2013 McDonald's All-American Boys Game

Randle va assistir a la Prestonwood Christian Academy a Plano (Texas), on va ser considerat àmpliament com un jugador entre els 5 millors de la promoció del 2013 amb Andrew Wiggins, Jabari Parker, Andrew Harrison, i Aaron Gordon.
A l'agost de 2012, Randle va guanyar el concurs de mates Under Armour Elite 24 i l'endemà va ser nomenat un dels MVPs del partit Elite 24, on va aconseguir 27 punts i va liderar el seu equip a la victòria per 164–138.
Considerat un fitxatge de cinc estrelles per Rivals.com, Randle va ser llistat com el número 1 d'aler pivot i el número 2 del país el 2013.
El cap de setmana després d'Acció de Gràcies de la seva última temporada, Randle es va fracturar un peu jugant en un torneig i va perdre tres mesos com a resultat.  Al març de 2013, Randle va tornar per als TAPPS 5A playoffs i va liderar el seu equip al seu tercer títol estatal en quatre anys. Com a sènior el 2012-13, Randle va tenir una mitjana de 32,5 punts i 22,5 rebots per partit.
El 20 de març de 2013, Randle es va comprometre amb Kentucky, triant-lo per sobre de Texas, Kansas i Florida. Després es va unir als germans bessons Andrew i Aaron Harrison, James Young, Dakari Johnson i Marcus Lee com a sisè jugador entrant de Kentucky seleccionat per jugar al 2013 McDonald's All-American Boys Game, així com al 2013 Jordan Brand Classic.
El 2023, la PCA retiraria el seu dorsal #30, el primer número que l'escola retira en honor a un antic atleta.

## Trajectòria universitària
El 28 de febrer de 2014, Randle va ser nomenat un dels 10 semifinalistes per al Naismith College Player of the Year. Va continuar ajudant Kentucky a arribar a la final del campionat nacional, que van perdre contra la Universitat de Connecticut. Va acabar la temporada 2013–14 amb 24 dobles-dobles, el segon nombre més alt de dobles-dobles d'un jugador de UK en la història de l'escola, darrere dels 25 de Dan Issel el 1969–70, i el nombre més alt de dobles-dobles per a un jugador de primer any de UK (el rècord anterior era compartit per DeMarcus Cousins i Anthony Davis amb 20). En 40 partits (tots com a titular), va promediar 15,0 punts, 10,4 rebots i 1,4 assistències en 30,8 minuts per partit.
El 22 d'abril de 2014, Randle es va declarar per al draft de la NBA, renunciant als seus tres últims anys d'elegibilitat universitària.

## Trajectòria professional

### Los Angeles Lakers (2014–2018)
Randle va ser seleccionat amb la setena elecció global al Draft de l'NBA del 2014 pels Los Angeles Lakers. El 28 d'octubre de 2014, després de només 14 minuts de temps de joc oficial a la NBA, Randle es va fracturar la tíbia dreta durant l'obertura de la temporada Lakers' 2014–15 contra els Houston Rockets. L'endemà es va sotmetre a una cirurgia reeixida per reparar la fractura, i posteriorment va perdre la resta de la temporada. El 9 de març de 2015, va rebre l'autorització per a activitats de bàsquet de ple pes, sense contacte.

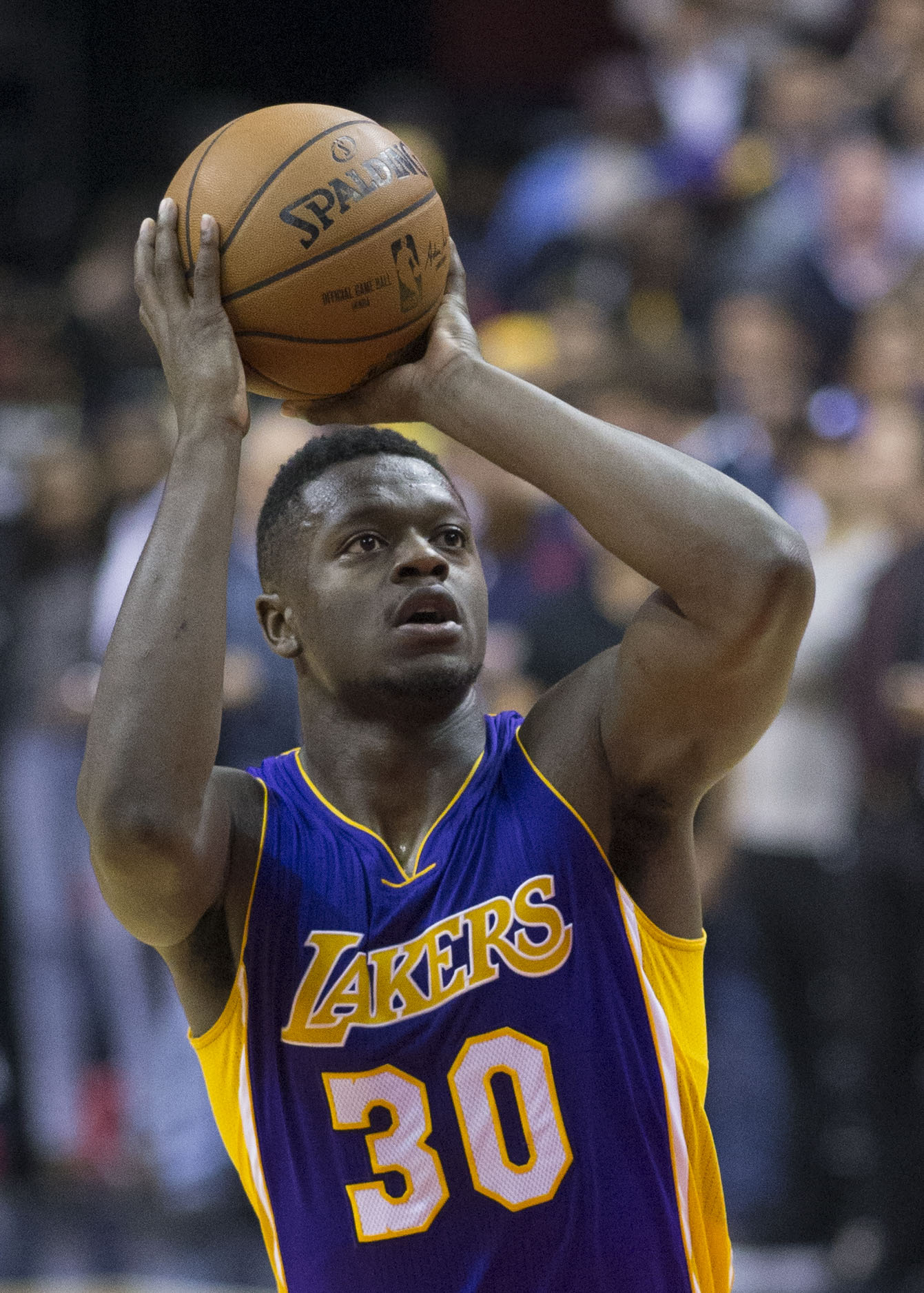
Randle amb els Lakers el 2015

Randle va tornar a l'acció al juliol de 2015 amb l'equip de la Summer League dels Lakers. Exactament un any després de lesionar-se al seu debut a la NBA, Randle va aconseguir 15 punts i 11 rebots com a titular en una derrota per 112–111 en l'obertura de la temporada contra els Minnesota Timberwolves. El 2 de desembre, va registrar 15 punts i un rècord personal de 19 rebots en una victòria per 108–104 sobre els Washington Wizards. El 29 de gener de 2016, va aconseguir un rècord personal de 23 punts en una derrota contra els Los Angeles Clippers. Va igualar aquesta marca l'8 de març, registrant 23 punts i 11 rebots en una victòria per 107–98 sobre els Orlando Magic. El 25 de març, va registrar el seu primer triple-double amb 13 punts, 18 rebots i un rècord personal de 10 assistències en una derrota per 116–105 contra els Denver Nuggets. Als 21 anys, es va convertir en el jugador més jove dels Lakers amb un triple-doble des de Magic Johnson. Sis dies després, va encistellar una cistella guanyadora a la pintura amb 1,9 segons restants en la pròrroga per aixecar els Lakers a una victòria per 102–100 sobre els Miami Heat. El 6 d'abril, va establir un rècord personal amb 20 rebots en una derrota per 91–81 contra els Clippers.
Va jugar en els 15 primers partits de la temporada 2016-17 abans de perdre's tres seguits a finals de novembre a causa d'una lesió al maluc. El 30 de novembre de 2016, va aconseguir 13 punts i va igualar el seu màxim de carrera amb 20 rebots en una victòria per 96-90 contra els Chicago Bulls. El 15 de març de 2017, va aconseguir la seva màxima anotació de la seva carrera amb 32 punts en una derrota per 139-100 contra els Houston Rockets.
Randle va començar la temporada 2017–18 com a reserva, mentre que Larry Nance Jr. va començar com a ala-pivot. Va destacar com a suplent de pivot quan l'equip va optar per una formació petita, i va tornar a la quintet titular el 29 de desembre de 2017. El 31 de desembre, Randle va establir els seus màxims de la temporada amb 29 punts i 15 rebots en una derrota per 148–142 en doble pròrroga contra els Houston Rockets. L'11 de març de 2018, va aconseguir el seu màxim de carrera amb 36 punts, 14 rebots i set assistències en una victòria per 127–113 contra els Cleveland Cavaliers. Randle va acabar la temporada com l'únic jugador dels Lakers que va participar en tots els 82 partits. Com a titular, va promediar 18,6 punts, 9,1 rebots i 3,1 assistències. Es va convertir en agent lliure restringit després de la temporada.

### New Orleans Pelicans (2018–2019)
El 2 de juliol de 2018, els Lakers van renunciar als seus drets sobre Randle, convertint-lo en agent lliure sense restriccions. El 9 de juliol, Randle va signar un contracte de dos anys i 18 milions de dòlars amb els New Orleans Pelicans.
En el seu debut amb els Pelicans en el partit inaugural de la temporada, el 17 d'octubre, Randle va aconseguir 25 punts sortint des de la banqueta en una victòria per 131–112 contra els Houston Rockets. El 19 de novembre, va registrar el seu sisè triple-doble de la seva carrera amb 21 punts, 14 rebots i 10 assistències en 25 minuts en una victòria per 140–126 contra els San Antonio Spurs. El 3 de desembre, va aconseguir els 37 punts, el seu màxim fins aleshores, en una derrota per 129–126 contra els Los Angeles Clippers. Dos dies després, va aconseguir 27 punts i 18 rebots en una victòria per 132–106 contra els Dallas Mavericks. El 27 de febrer de 2019, va aconseguir 35 punts en una derrota per 125–119 contra els Lakers. El 15 de març, va aconseguir 45 punts, el seu màxim de la seva carrera, en una derrota per 122–110 contra els Portland Trail Blazers. Va rebutjar l'opció de jugador de segon any el 16 de juny de 2019, i es va convertir en agent lliure.

### New York Knicks (2019–2024)
El 9 de juliol de 2019, Randle va signar un contracte de tres anys i 63 milions de dòlars amb els New York Knicks.
El 16 de febrer de 2021, Randle va anotar 44 punts i va registrar aleshores el seu màxim de set triples en una victòria per 123–112 contra els Atlanta Hawks. El 23 de febrer, Randle va ser nomenat reserva per al 2021 NBA All-Star Game. El 16 d'abril, Randle va igualar el seu màxim de la temporada amb 44 punts, mentre que també va registrar 10 rebots i 7 assistències, per liderar els Knicks a una victòria de 117–109 contra els Dallas Mavericks. Després del final de la temporada regular, Randle va ser nomenat Millor Jugador Millorat de la NBA, rebent 98 de 100 vots en primera posició. També va ser nomenat al Segon Equip All-NBA com a aler. Randle va tenir dificultats als playoffs tirant un 29 per cent des del camp, mentre que els Knicks van ser derrotats pels Atlanta Hawks en cinc partits a la primera ronda dels 2021 NBA playoffs, el que es va veure com una decepció i Randle va rebre crítiques de molts analistes i aficionats.
Després de la temporada reeixida de Randle, els Knicks van ampliar el seu contracte el 27 d'agost de 2021, amb una extensió de quatre anys i 117 milions de dòlars.
El 7 de març de 2022, Randle va aconseguir els seus 46 punts màxims en la seva carrera, amb un rècord personal de vuit triples en una victòria de 131–115 contra els Sacramento Kings. El 22 de març, Randle va ser multat amb 40.000 dòlars per la NBA per un incident amb un àrbitre, que va tenir lloc dos dies abans durant una derrota de 108–93 contra els Utah Jazz. El 2 d'abril, l'entrenador dels Knicks Tom Thibodeau va dir que Randle probablement estaria fora per la resta de la temporada per una lesió al quàdriceps. La temporada de Randle va ser vista per molts analistes i aficionats com una decepció, especialment després de la seva anterior decepció als playoffs.
El 28 de desembre de 2022, Randle va registrar 41 punts, 11 rebots i 7 assistències en una derrota per 122–115 contra els San Antonio Spurs. El 15 de gener de 2023, Randle va aconseguir 42 punts i 15 rebots en una victòria per 117–104 sobre els Detroit Pistons. També es va convertir en el primer jugador a la història dels Knicks a aconseguir almenys 40 punts i 15 rebots en un partit des de Patrick Ewing el 1996. El 2 de febrer de 2023, Randle va ser nomenat per segona vegada al NBA All-Star Game com a reserva per a la Conferència Est. El 24 de febrer, Randle va igualar el seu rècord personal de 46 punts en una victòria per 115–109 sobre els Washington Wizards. El 3 de març, Randle va anotar 43 punts, va capturar nou rebots i va fer un tir de tres punts guanyador en una victòria per 122–120 sobre els Miami Heat. El 20 de març, en una derrota per 140–134 contra els Minnesota Timberwolves, Randle va anotar un rècord personal de 57 punts, amb 19 de 29 tirs de camp. Els seus 57 punts van ser els més anotats per un Knick en un partit des dels 62 punts rècord de la franquícia de Carmelo Anthony a la temporada 2014. El 30 de març, els Knicks van anunciar que Randle estaria fora de joc durant almenys dues setmanes per un esquinç al turmell esquerre, que va patir durant un partit el dia anterior contra els Miami Heat. Randle va tenir una actuació irregular als playoffs, amb dificultats amb el seu tir, però tot i això va poder contribuir al seu equip i ajudar-los a arribar a les semifinals de la Conferència Est. Tornant d'una lesió al partit 1 de la primera ronda contra els Cleveland Cavaliers, Randle va tenir una actuació forta anotant 19 punts juntament amb 10 rebots, 4 assistències i 2 robatoris en una victòria fora de casa. Randle també es va tornar a lesionar el turmell al partit 5 de la primera ronda. Va perdre's el partit 1 de les semifinals de la Conferència Est, però va jugar al partit 2, anotant 25 punts, agafant 12 rebots i repartint 8 assistències en una victòria per empatar la sèrie.
L'1 de febrer de 2024, Randle va ser nomenat per tercer cop al All-Star Game com a reserva de la Conferència Est. El 4 d'abril, es va anunciar que Randle es sotmetria a una cirurgia d'espatlla que el faria perdre la resta de la temporada 2024.

### Minnesota Timberwolves (2024–present)
El 2 d'octubre de 2024, Randle va ser traspassat als Minnesota Timberwolves juntament amb el seu company d'equip Donte DiVincenzo com a part d'un traspàs a tres equips amb els Charlotte Hornets que va enviar Karl-Anthony Towns als Knicks.
El 22 d'octubre, Randle va debutar amb els Timberwolves, anotant 16 punts, 9 rebots i 4 assistències, en una derrota per 110–103 contra el seu antic equip, els Los Angeles Lakers. El 17 de novembre, Randle va anotar un cistella guanyadora a l'últim segon de 3 punts per donar als Timberwolves una victòria per 120–117 sobre els Phoenix Suns.
Al tercer partit de les Semifinals de la Conferència Oest, Randle va registrar un triple-doble amb 24 punts, 10 rebots i 12 assistències en una victòria per 102-97 contra els Golden State Warriors. Es va convertir en el segon jugador dels Timberwolves a registrar un triple-doble a la fase final, després de Kevin Garnett. Al quart partit de les Semifinals de la Conferència Oest, Randle va aconseguir la seva màxima anotació en fase final amb 31 punts en una victòria per 117-110, ajudant els Timberwolves a prendre avantatge de 3-1 en la sèrie contra els Warriors. Al tercer partit de les Finals de la Conferència Oest, Randle va anotar 24 punts en una victòria contundent per 143-101 contra els Oklahoma City Thunder. La victòria va reduir l'avantatge de la sèrie del Thunder a 2-1 i va marcar el partit de fase final amb més punts anotats en la història de la franquícia dels Timberwolves. Minnesota va acabar perdent contra Oklahoma City en cinc partits.

## Trajectòria amb la selecció nacional
Durant la temporada baixa de 2016, Randle es va unir a la Selecció dels EUA que va practicar contra la United States men's national team abans dels Jocs Olímpics d'Estiu de 2016.

## Estadístiques de la seva carrera a la NBA

### NBA

#### Temporada regular
| Any           | Equip         | PJ  | PT  | Min   | %TC  | %T3  | %TL  | RPP  | APP | ROB | TPP | PPP  |
| ------------- | ------------- | --- | --- | ----- | ---- | ---- | ---- | ---- | --- | --- | --- | ---- |
| 2014-15       | L.A. Lakers   | 1   | 0   | 13.6  | .333 | —    | .000 | .0   | .0  | .0  | .0  | 2.0  |
| 2015-16       | L.A. Lakers   | 81  | 60  | 28.2  | .429 | .278 | .715 | 10.2 | 1.8 | .7  | .4  | 11.3 |
| 2016-17       | L.A. Lakers   | 74  | 73  | 28.8  | .488 | .270 | .723 | 8.6  | 3.6 | .7  | .5  | 13.2 |
| 2017-18       | L.A. Lakers   | 82* | 49  | 26.7  | .558 | .222 | .718 | 8.0  | 2.6 | .5  | .5  | 16.1 |
| 2018-19       | Nova Orleans  | 73  | 49  | 30.6  | .524 | .344 | .731 | 8.7  | 3.1 | .7  | .6  | 21.4 |
| 2019-20       | Nova York     | 64  | 64  | 32.5  | .460 | .277 | .733 | 9.7  | 3.1 | .8  | .3  | 19.5 |
| 2020-21       | Nova York     | 71  | 71  | 37.6* | .456 | .411 | .811 | 10.2 | 6.0 | .9  | .3  | 24.1 |
| 2021-22       | Nova York     | 72  | 72  | 35.3  | .411 | .308 | .756 | 9.9  | 5.1 | .7  | .5  | 20.1 |
| 2022-23       | Nova York     | 77  | 77  | 35.5  | .459 | .343 | .757 | 10.0 | 4.1 | .6  | .3  | 25.1 |
| 2023-24       | Nova York     | 46  | 46  | 35.4  | .472 | .311 | .781 | 9.2  | 5.0 | .5  | .3  | 24.0 |
| 2024-25       | Minnesota     | 69  | 69  | 32.3  | .485 | .344 | .806 | 7.1  | 4.7 | .7  | .2  | 18.7 |
| Total carrera | Total carrera | 710 | 630 | 32.0  | .471 | .334 | .753 | 9.1  | 3.8 | .7  | .4  | 19.0 |
| All-Star      | All-Star      | 2   | 0   | 16.3  | .583 | .200 | —    | 2.0  | 2.0 | .5  | .0  | 7.5  |

#### Eliminatòries
| Any           | Equip         | PJ | PT | Min  | %TC  | %T3  | %TL  | RPP  | APP | ROB | TPP | PPP  |
| ------------- | ------------- | -- | -- | ---- | ---- | ---- | ---- | ---- | --- | --- | --- | ---- |
| 2021          | Nova York     | 5  | 5  | 36.1 | .298 | .333 | .852 | 11.6 | 4.0 | .6  | .0  | 18.0 |
| 2023          | Nova York     | 10 | 10 | 33.0 | .374 | .258 | .709 | 8.3  | 3.6 | .5  | .3  | 16.6 |
| 2025          | Minnesota     | 15 | 15 | 35.5 | .502 | .385 | .880 | 5.9  | 4.9 | .8  | .1  | 21.7 |
| Total carrera | Total carrera | 30 | 30 | 34.8 | .421 | .328 | .815 | 7.6  | 4.3 | .7  | .2  | 19.4 |

### Universitat
| Any     | Equip    | PJ | PT | Min  | %TC  | %T3  | %TL  | RPP  | APP | ROB | TPP | PPP  |
| ------- | -------- | -- | -- | ---- | ---- | ---- | ---- | ---- | --- | --- | --- | ---- |
| 2013–14 | Kentucky | 40 | 40 | 30.8 | .501 | .167 | .706 | 10.4 | 1.4 | .5  | .8  | 15.0 |

## Vida personal
Randle és fill de Carolyn Kyles, que va jugar a bàsquet a Texas. És un devot cristià. A la universitat, visitava la capella de l'equip abans de cada partit a casa.
Randle està casat amb Kendra Shaw. Al desembre de 2016, Shaw va donar a llum el primer fill de la parella.